# برج دوک ۲
بقایای برج دوک ۲ مربوط به سده‌های متاخر دوران‌های تاریخی پس از اسلام است و در شهرستان گچساران، بخش مرکزی، ارتفاعات جنوبی سد کوثر واقع شده و این اثر در تاریخ ۷ خرداد ۱۳۸۷ با شمارهٔ ثبت ۲۲۹۷۵ به‌عنوان یکی از آثار ملی ایران به ثبت رسیده است.